# Lisa Genova
Lisa Genova (22 de novembre del 1970) és una escriptora estatunidenca. Ella es va auto-publicar la seva primera novel·la anomenada Still Alice el 2009. Aquesta, que tracta sobre una professora de Harvard que pateix una malaltia degenerativa, l'Alzheimer. Alice Howland representa un personatge molt dur del qual la malaltia s'apodera molt ràpidament i la relació amb el marit i els seus tres fills canviarà.
El llibre ha guanyat molta popularitat i ha sigut adquirit per Simon i Schuster. Ja hi ha més de 2,6 milions de còpies impreses, i s'ha traduït a 36 idiomes. Va ser escollit com un dels trenta títols del món de la nit del llibre 2013. El llibre va ser adaptat en el cine l'any 2014 i va guanyar el premi de l'acadèmia a la millor actriu per un rendiment molt gran a la Julianne Moore com Alice Howland.

## Biografia
Lisa Genova té una ascendència italiana, es va graduar com a valedictorian (número u de la promoció) al Bates College amb una llicenciatura en psicologia. Va rebre un doctorat en neurociència de la Universitat Harvard en el 1998. Ella va fer la investigació en el General Hospital de Orient, a l'escola de medicina de Yale, a l'Hospital McLean, i en els instituts Nacionals de Salut. La Lisa Genova va ensenyar neuroanatomia a la Universitat Harvad en 1996.

### Sempre Alice
La seva primera novel·la va ser Still Alice (2009), que es va autopublicar el 2009. La protagonista, Alice Howland, és una dona de 50 anys, professora de psicologia a la Universitat Harvard i una experta en lingüística mundial. Ella està casada amb un marit del mateix èxit, i tenen tres fills, ja adults.
Beverly Beckham de The Boston Globe va dir que després de llegir-se el llibre volia aixecar-se i anar a un tren amb tot de desconeguts i dir-los que era el millor llibre que havia llegit mai, que cada una de les persones d'aquell tren havia d'aconseguir llegir-se'l, la història de l'Alice Howland fins que arriba al punt en què ja no recorda res més de la seva vida, una història real i molt emotiva. Més tard, el llibre va ser adquirit per Simon i Schuster i publicat en gener de 2009 per Pocket Books. Va estar en The New York Times llista en els best-sellers en més de 59 setmanes.
El llibre va ser adaptat posteriorment per l'etapa de Christine Maria per la companyia de teatre Lookingglass a Chicago. Neon Park i Killer Films van fer una adaptació cinematogràfica de Sempre Alice el 2014, protagonitzada per Julianne Moore com a Alice, i altres actors com l'Alec Baldwin, Kristen Stewart i Kate Bosworth.

### Després d'Alice
Genova va viatjar per tot el món per parlar sobre les causes, els tractaments i les formes de prevenir la malaltia de l'Alzheimer i què se sent en viure-la. Ella ha aparegut en el Dr. Oz Show, el Diane Rehm Show, CNN, Crònica, Fox News... I va ser presentada en el documental Not Fade Away.
Lisa Genova ha escrit algunes novel·les totes relacionades amb la medicina, alguna de les malalties més difícil de curar com l'Alzheimer, l'autisme, el càncer, la paraplegia… La tercera novel·la de Genova, no tan coneguda com la primera, Love Anthony, és sobre l'autisme. Tracta de l'amor que l'Olivia Donatelli té cap al seu fill Anthony, que va ser diagnosticat amb autisme als tres anys. Quan l'Olivia finalment arriba a un acord amb la vida quotidiana de tenir un fill amb aquesta malaltia, l'Anthony mor. Després de la mort del seu fill, l'Olivia se separa del seu marit i se'n va a viure a la seva casa d'estiu a Nantucket, amb l'esperança d'eliminar la seva antiga vida i començar de nou.